# Runar Hodne
Runar Hodne (født 1970) er en norsk teaterinstruktør.
Uddannet på den norske teaterhøjskole. Har høstet stor ros for flere teaterforestillinger, bl.a. modtog han Heddaprisen 2001 for instruktionen af Jon Fosse's Nokon kjem til å komme på den norske nationalscene. På samme teater opsatte Hodne Ibsen's Fruen fra havet i 2004. Hodne har også instrueret forestillinger ved flere andre teatre, bl.a. stod han for Lars Noréns Blod ved Den Nationale Scene i 2002. I Danmark har Runar Hodne instrueret Franz Kafka's Slottet på Aarhus Teater i 2009 og Anna Karenina og Helligtrekongersaften ved Aalborg Teater i henholdsvis 2005 og 2011. I 2012 instruerede Runar Hodne Det Kongelige Teaters opsætning af En Skærsommernatsdrøm